# Giovanni Alberti (pittore)

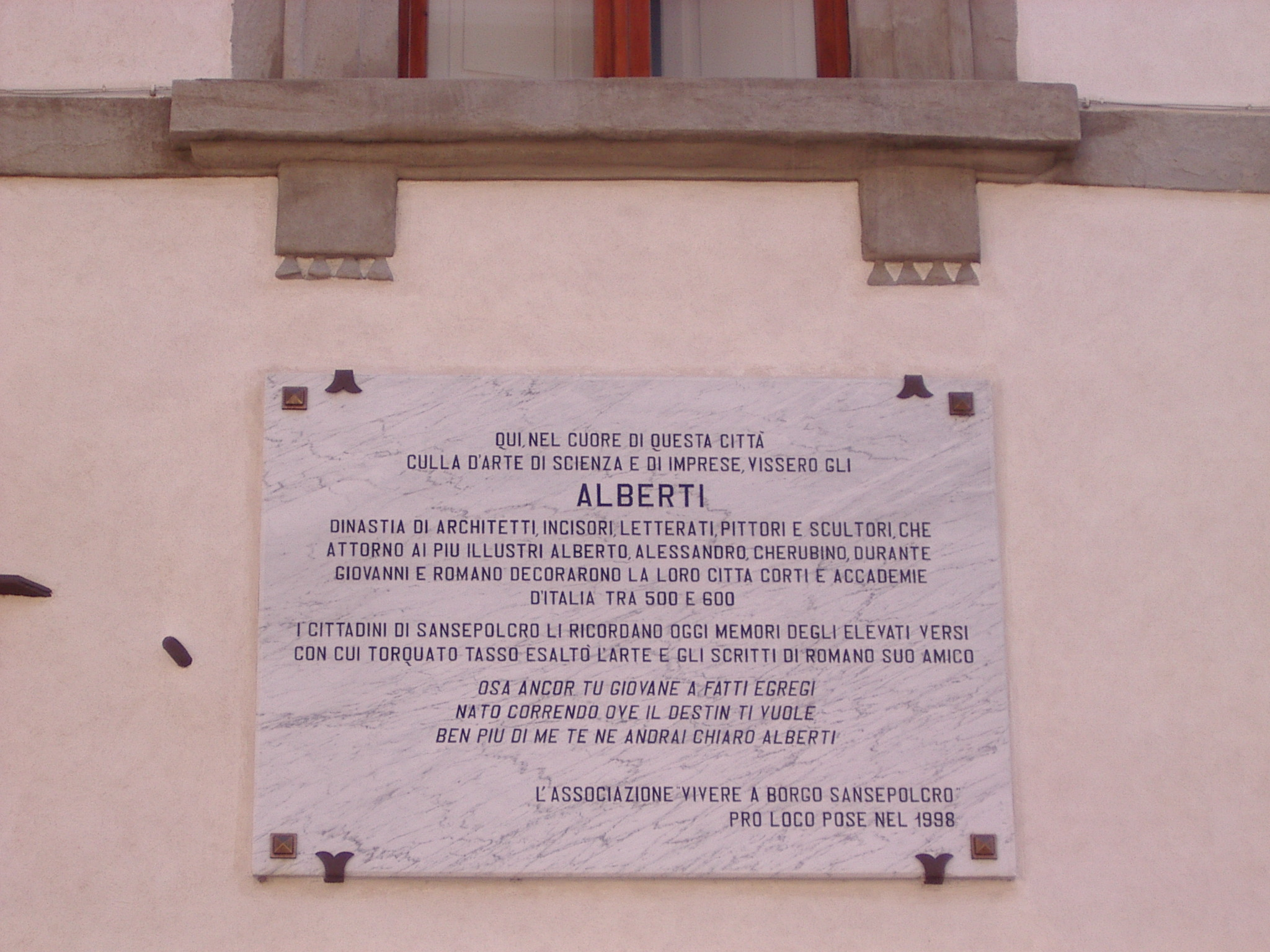
Lapide commemorativa Sansepolcro.

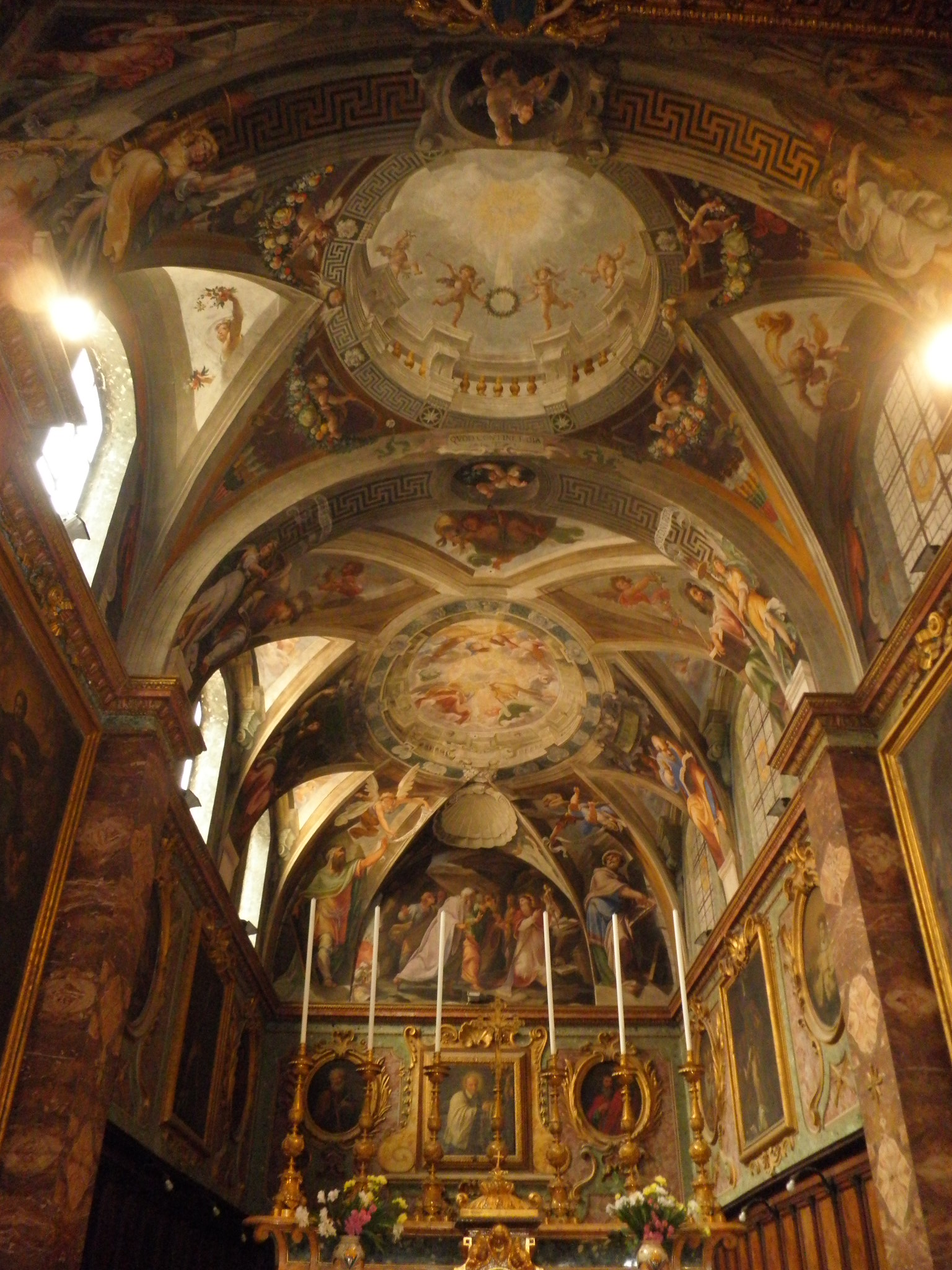
San Silvestro al Quirinale, affreschi di Giovanni Alberti e del fratello Cherubino

Giovanni Alberti (Sansepolcro, 19 ottobre 1558 – Roma, 10 agosto 1601) è stato un pittore italiano del Rinascimento, attivo nel XVI secolo.

## Biografia
Giovanni Alberti è stato un pittore italiano del Rinascimento, figlio di Alberto Alberti e fratello di Alessandro e Cherubino Alberti (1533-1615). 
Giovanni ha anche lavorato a Sansepolcro e Mantova. 
Si è distinto per i suoi affreschi decorativi, dipinti in collaborazione con i suoi fratelli, dove eccelle nella prospettiva. 

## Opere
- Dopo il febbraio 1582 , contribuì alla decorazione della Sala Vecchia dei Palafrenieri (vecchia sala dei palefrenieri) e Sala degli Svizzeri (camera Swiss) in Vaticano.
- Nel 1586, a Sabbioneta vicino a Mantova, assistette suo fratello Alessandro al Palazzo Ducale dove dipinse fittizi colonnati alle pareti nella parte inferiore della Galleria degli Antichi.